# Оксовское сельское поселение
Оксовское сельское поселение или муниципальное образование «Оксовское» — упразднённое муниципальное образование со статусом сельского поселения в Плесецком муниципальном районе Архангельской области.
Административный центр — посёлок Оксовский.
Соответствовало административно-территориальной единице в Плесецком районе — частично Ярнемскому сельсовету.
Законом Архангельской области от 26 апреля 2021 года № 412-25-ОЗ с 1 июня 2021 года упразднено в связи с преобразованием Плесецкого муниципального района в муниципальный округ.

## География
Оксовское сельское поселение находится в центре Плесецкого района Архангельской области. Главные реки поселения: Онега, Икса.

## История
Муниципальное образование было образовано в 2006 году как городское поселение. В 2013 году оно было преобразовано в сельское поселение.
Ранее село Наволок было центром сначала Наволоцкой волости, а затем Плесецкой волости. В 1776 году Наволоцкая волость Турчасовского стана Каргопольского уезда вошла в состав Олонецкой области Новгородского наместничества. В 1780 году Наволоцкая волость вошла в состав Онежского уезда Архангельской области Вологодского наместничества. Указом ПВС РСФСР от 17.06.1954 года Дениславский сельсовет был включён в Оксовский. Решением Архангельского облисполкома от 5.01.1959 года был упразднён Пабережский сельский совет, с включением его территории в состав Оксовского и Плесецкого сельсоветов. Решением облисполкома от 10.09.1959 года в состав Оксовского сельсовета были переданы населённые пункты Федовского сельсовета Приозёрного района: деревни Амосово, Беловодская, Большое и Малое Кудрявцево, Живоглядово, Ракованда, Росляково, Ямкино и посёлок Росляковской запани. Решением облисполкома от 7.01.1961 года посёлок Плесецкой лесоперевалочной базы Оксовского сельсовета отнесён к категории рабочих посёлков с присвоением наименования Оксовский. Сельский совет был упразднён с передачей его территории в административное подчинение вновь образованному Оксовскому поселковому совету.

## Население
| 2005  | 2010  | 2011  | 2012  | 2013  | 2014  | 2015  |
| ----- | ----- | ----- | ----- | ----- | ----- | ----- |
| 3134  | ↘2666 | ↘2661 | ↘2570 | ↘2523 | ↘2481 | ↘2449 |
| 2016  | 2017  | 2018  | 2019  | 2020  | 2021  |       |
| ↘2411 | ↘2378 | ↘2307 | ↘2249 | ↘2235 | ↘2196 |       |

## Состав поселения
| №  | Населённый пункт    | Тип населённого пункта          | Население |
| -- | ------------------- | ------------------------------- | --------- |
| 1  | Булатово            | посёлок                         | ↗391      |
| 2  | Гора                | деревня                         | ↗9        |
| 3  | Дениславье          | село                            | ↗54       |
| 4  | Казакова            | деревня                         | ↗20       |
| 5  | Коршакова           | деревня                         | ↗13       |
| 6  | Матвеевская         | деревня                         | ↗10       |
| 7  | Наволок             | деревня                         | ↗158      |
| 8  | Оксова              | деревня                         | ↗123      |
| 9  | Оксовский           | посёлок, административный центр | ↘1943     |
| 10 | Польская            | деревня                         | ↗8        |
| 11 | Пустынька           | посёлок                         | ↗1        |
| 12 | Росляковская Запань | посёлок                         | ↗5        |
| 13 | Тарасова            | деревня                         | ↗34       |
| 14 | Тетерина            | деревня                         | ↘2        |
| 15 | Фалево              | деревня                         | ↗1        |
| 16 | Хавдина             | деревня                         | ↗16       |
| 17 | Шиловская           | деревня                         | ↗15       |

### Карты
- [mapp37.narod.ru/map1/index055.html Топографическая карта P-37-55,56. Оксовский] (недоступная ссылка)